# Zelenika
To je članek o ribi. Za črnogorsko naselje glej Zelenika, Črna gora, za priimek Zelenika (priimek) oz. Zelenika (razločitev)
Zelenika (znanstveno ime Alburnus alburnus alburnus) je evropska sladkovodna riba iz družine krapovcev.

## Opis
Zelenika je zelo razširjena majhna riba s podolgovatim, bočno stisnjenim telesom pokritim z majhnimi luskami (po ustroju zelo podobna sardeli). Ima majhno glavo z majhnimi nadstojnimi usti. Hrbet je sivozelene barve, boki so srebrni, trebuh pa srebrno-bel. Vse plavut so svetlejših odtenkov sive barve. Zelenika doseže dolžino do 20 cm. Spolno dozorijo v drugem ali tretjem letu starosti, drstijo pa se od aprila do junija. Za drstitev nimajo posebne podlage. 
Zelenika se hrani predvsem z ikrami drugih ribjih vrst ter s planktonom, med rojenjem vodnih žuželk pa so njena glavna hrana njihova jajčeca, ki jih odlagajo na vodno gladino.

## Razširjenost
Zelenika je razširjena po celi Evropi, razen na skrajnem severu in jugu. Na zahodu je razširjena do Pirenejev, na vzhodu pa do severnih obal Kaspijskega jezera. Živi v jatah v vseh počasi tekočih vodotokih, pa tudi v jezerih in drugih stoječih vodah tik pod površino, edino pozimi se umakne v globlje dele rek in jezer. Najdemo jo tudi v vseh rekah donavskega porečja, predvsem od pasu lipana navzdol.